# Radkovy
Radkovy (deutsch Radkow) ist eine Gemeinde in Tschechien. Sie liegt sechs Kilometer nordwestlich von Bystřice pod Hostýnem und gehört zum Okres Přerov.

## Geographie
Radkovy erstreckt sich linksseitig der Moštěnka im Seitental des Baches Potůček. Im Norden erhebt sich der Kleštěnec (287 m), südöstlich die Kroušovy (317 m) und der Nad Rampliskem (305 m), im Südwesten der Šiškovec, westlich der Zajíček (305 m) und im Nordwesten die Jezírka (285 m). Einen halben Kilometer westlich des Dorfes mündet der Bach Dolnonětčický potok in die Moštěnka.
Nachbarorte sind Bezuchov im Norden, Radkova Lhota und Blazice im Nordosten, Sovadina im Osten, Bažantnice, Bystřice pod Hostýnem und Rychlov im Südosten, Křtomil und Lipová im Süden, Dřevohostice im Südwesten, Nahošovice im Westen sowie Hradčany und Šišma im Nordwesten.

## Geschichte
Es wird angenommen, dass Radkovy im 12. oder 13. Jahrhunderts von Dřevohostice aus angelegt worden ist. Das aus zwei Häuserreihen bestehende Straßendorf war an beiden Ausgängen mit Toren geschützt, die nachts verschlossen wurden. Wahrscheinlich in der Mitte des 14. Jahrhunderts wurde von Radkovy ausgehend nordöstlich des Dorfes eine neue Siedlung begründet – Radkova Lhota.
Die erste urkundliche Erwähnung des Ortes erfolgte im Jahre 1371, als Jeník von Dobrotice Radkow zusammen mit Bořenovice an Matouš von Sternberg auf Lukov verkaufte. Die früher als Ersterwähnung angesehene Verschreibung einer Morgengabe von 250 Scherf aus seinen Anteilen von Drahotuše, Milenov und Radkov durch Jindřich von Drahotuš an seine Frau Eva aus dem Jahre 1358 betrifft jedoch Radíkov. Im Jahre 1373 verkauften Matouš Söhne Zdeněk und Jan Ješek von Sternberg Radkow und ihren Anteil von 3¼ Huben in Lipová an Ctibor von Cimburg, der die Güter zunächst seiner Herrschaft Dřevohostice zuschlug und sie 1374 seiner Frau Margarethe von Sternberg als Morgengabe überließ. 1398 überschrieb die Witwe beide Güter ihrem Sohn Předbor von Cimburg auf Dřevohostice. 1412 wurde eine herrschaftliche Mühle in Radkov erwähnt.
Im Jahre 1415 ist erstmals eine Vladikenfamilie von Radkov nachweislich. Ofka von Radkov erhielt in Radkov eine Morgengabe und Staněk von Radkov besaß zur selben Zeit einen Anteil von Měsíčná Lhota. Über diese Familie ist nur wenig bekannt. Es wird vermutet, dass sich auf der Flur Zámčiska eine Feste befand, die der Sitz der Vladiken war und während der Hussitenkriege erlosch. Im gänzlich zur Herrschaft Dřevohostice gehörigen Dorf Radkov besaßen die Vladiken keine Güter. Nach Jiří von Radkov und seiner Frau Barbara von Chýlec, die 1502 eine Hälfte des Hofes Chýlec besaßen, verliert sich von dem Geschlecht jegliche Spur.
Während der Hussitenkriege, in denen die Herren von Cimburg auf Seiten der Aufständischen kämpften, fiel Radkov wüst. Johann von Cimburg überließ 1447 die Feste, den Hof und das Städtchen Dřevohostice, den Hof und das Dorf Turovice, das wüste Dorf Radkov und das halbe Dorf Lipová an Ulrich Stosch von Branitz (Oldřich Stoš z Bránic). 1480 überschrieb Ulrich Stosch von Kaunitz (Oldřich Stoš z Kouníc) die Feste und das Städtchen Dřevohostice mit den zugehörigen Dörfern Turovice und Lhotka, einer Hälfte von Lipová sowie den wüsten Dörfern Radkov und Karlov an die Brüder Johann, Bernhard, Wenzel und Heinrich von Zierotin. Diese ließen Radkov wenig später wiederbesiedeln. Im Jahre 1516 wurde für Radkov und Lhota Radkova ein gemeinsames Steuerregister geführt, das 28 Untertanen und eine wüste Stelle enthält. Seit 1522 ist der Ortsname Radkovy nachweisbar. Im Jahre 1566 verkaufte Friedrich d. J. von Zierotin die gesamte Herrschaft an Hynek Pawlowsky von Widbach (Pavlovský z Vidbachu). Ihm folgte sein Sohn Johann und nach dessen Tode die Brüder Johann und Wilhelm Waneczky von Gemniczky (Vanecký z Jemničky). In den 1590er Jahren erwarb Karl der Ältere von Zerotein die Herrschaft Dřevohostice. Er verkaufte sie 1617 mit den zugehörigen Dörfern Turovice, Nahošovice, Hradčany, Šišma, Pavlovice, Prusínky, Kladníky, Bezuchov, Oprostovice, Žákovice, Mrlínek, Sovadina, Lhota, Radkovy, Lipová und Křtomil für 95.000 mährische Gulden an Jan Skrbenský von Hříště. Wegen seiner Beteiligung am Ständeaufstand 1618 verlor er nach der Schlacht am Weißen Berg seine Güter. Die Herrschaft Dřevohostice wurde an Zdeněk Vojtěch Popel von Lobkowicz verkauft. Dessen Sohn Wenzel Eusebius von Lobkowicz veräußerte im Jahre 1635 die Dörfer Šišma, Kladníky, Bezuchov, Oprostovice, Žákovice, Mrlínek, Sovadina, Radkova Lhota, Radkovy, Lipová und Křtomil an den Besitzer der Herrschaft Bystřice pod Hostýnem, Johann Anton von Rottal. 1650 wurden die Dörfer Teil der vereinigten Herrschaft Bystřice-Holešov. 1747 erfolgte die Einrichtung eines Erbgerichts, zuvor übte ein Setzrichter die niedere Gerichtsbarkeit in Radkovy aus.
Im Jahre 1763 erlosch das Geschlecht der Grafen von Rottal im Mannesstamme; bei der Aufteilung der Herrschaft Holešov-Bystřice unter den Erben wurde Radkow wieder nach Bystřice untertänig. 1789 folgten die Grafen della Rovere di Monte l´Abbate als neue Besitzer. Im Jahre 1800 zerstörte ein Großfeuer das ganze Dorf. 1804 erwarb Johann Nepomuk Graf Wengerský die Herrschaft. Ab 1827 gehörte die Herrschaft Bystřice den Grafen Laudon. Im Jahre 1834 bestand das Dorf aus 35 Häusern und hatte 214 Einwohner. 1842 brannte der Ort erneut größtenteils nieder. Bis zur Mitte des 19. Jahrhunderts blieb Radkow immer nach Bystřice untertänig.
Nach der Aufhebung der Patrimonialherrschaften bildete Radkov / Radkow ab 1850 eine Gemeinde in der Bezirkshauptmannschaft Holleschau. 1873 zerstörte ein Großbrand acht Häuser. Am 17. April 1881 brannten 17 Häuser und zahlreiche Scheunen nieder. 1896 wurde eine Schule erbaut. Seit dem Ende des 19. Jahrhunderts findet der amtliche Ortsname Radkovy Verwendung. Während der deutschen Besetzung wurde der Ort 1942 dem Bezirk Mährisch Weißkirchen zugeordnet. Nach dem Ende des Zweiten Weltkrieges wurde dies im Jahre 1945 wieder rückgängig gemacht. Nach der Aufhebung des Okres Holešov wurde die Gemeinde 1960 dem Okres Přerov zugeordnet. Am 1. Juli 1983 wurde Radkovy nach Dřevohostice eingemeindet. Seit dem 24. November 1990 ist Radkovy wieder eigenständig. Pfarrort ist seit eh und jeh Dřevohostice.

## Ortsgliederung
Für die Gemeinde Radkovy sind keine Ortsteile ausgewiesen. Der obere Teil des Dorfes wird als Klín bezeichnet und der untere als Zátoky.

## Sehenswürdigkeiten
- Kapelle des hl. Dominikus aus dem Jahre 1872. Zuvor stand vor dem Erbgericht ein hölzerner Glockenturm mit einer geschnitzten Madonnenfigur aus dem 17. Jahrhundert. Nach dem Kapellenbau wurde der Glockenturm abgetragen. Die Kapelle besaß ursprünglich einen hohen Turm, der am 13. August 1957 von einer Windhose umgeworfen wurde. Die Madonna wurde an das Museum auf dem Hostýn übergeben.
- Kreuz aus dem Jahre 1865, am Dorfplatz hinter der Kapelle
- Statue des hl. Johannes von Nepomuk, am unteren Ortsausgang, geschaffen 1900
- Statue des hl. Josef, geschaffen 1936

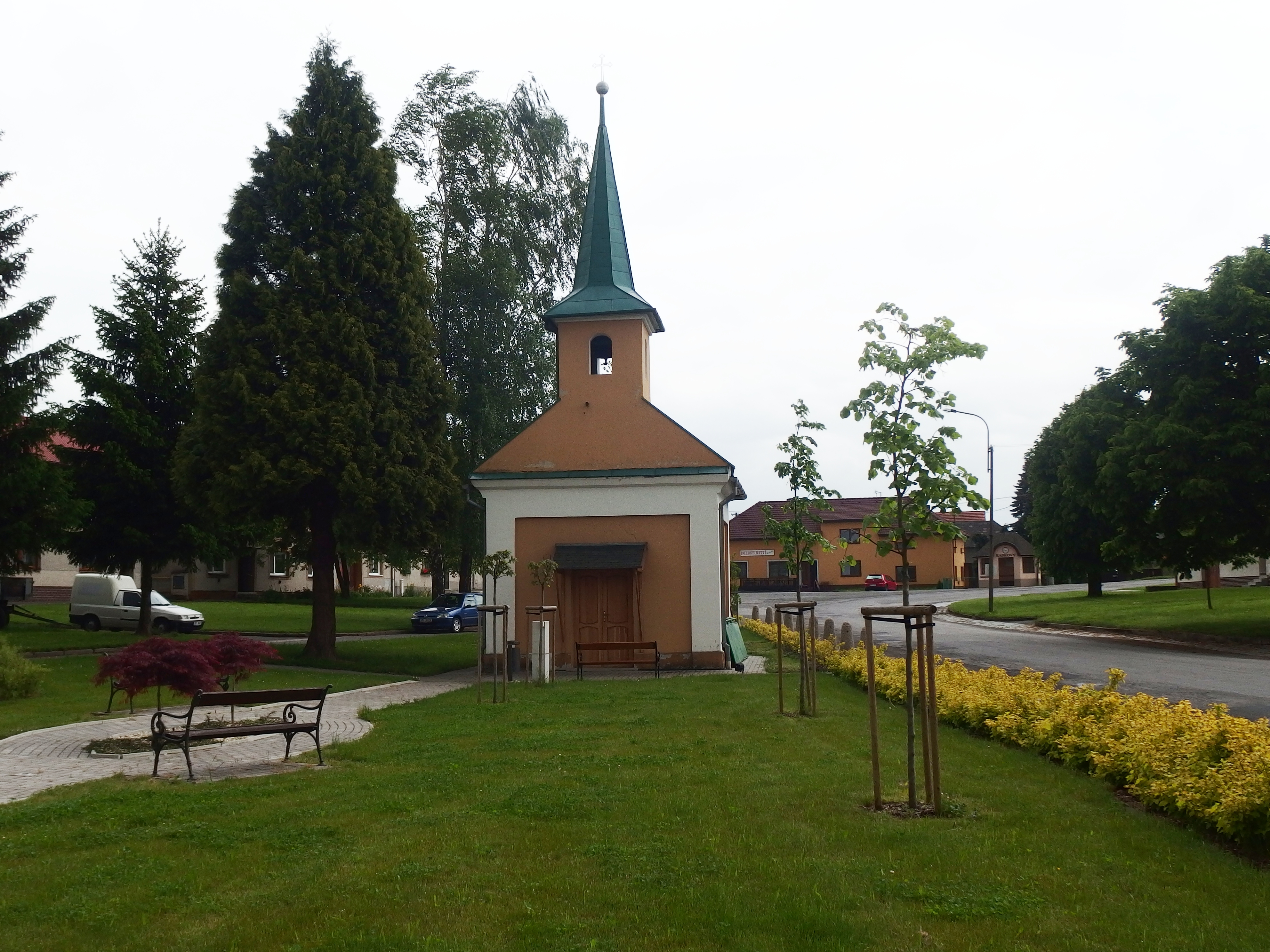
Kapelle des hl. Dominikus
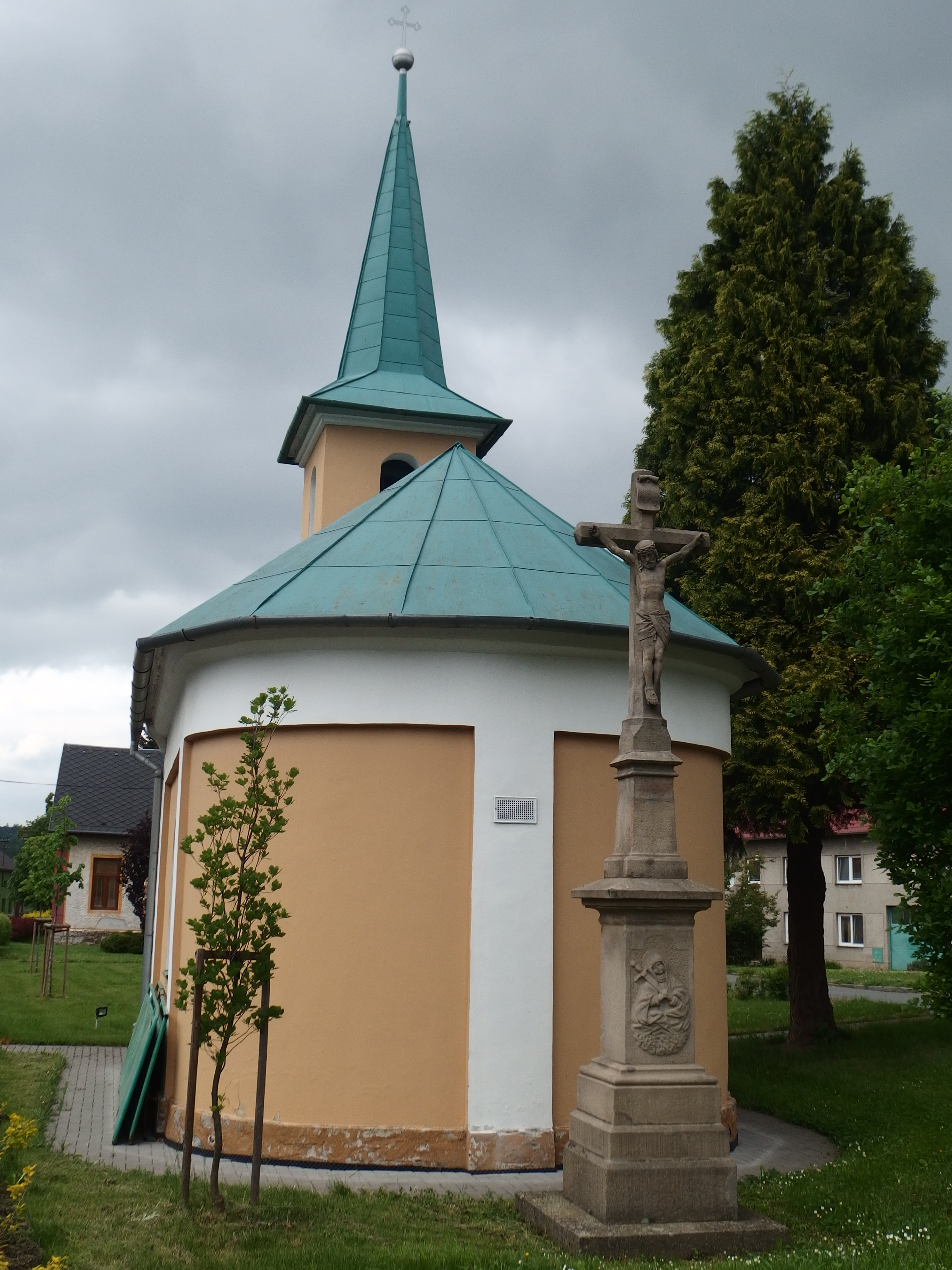
Kapelle und Kreuz
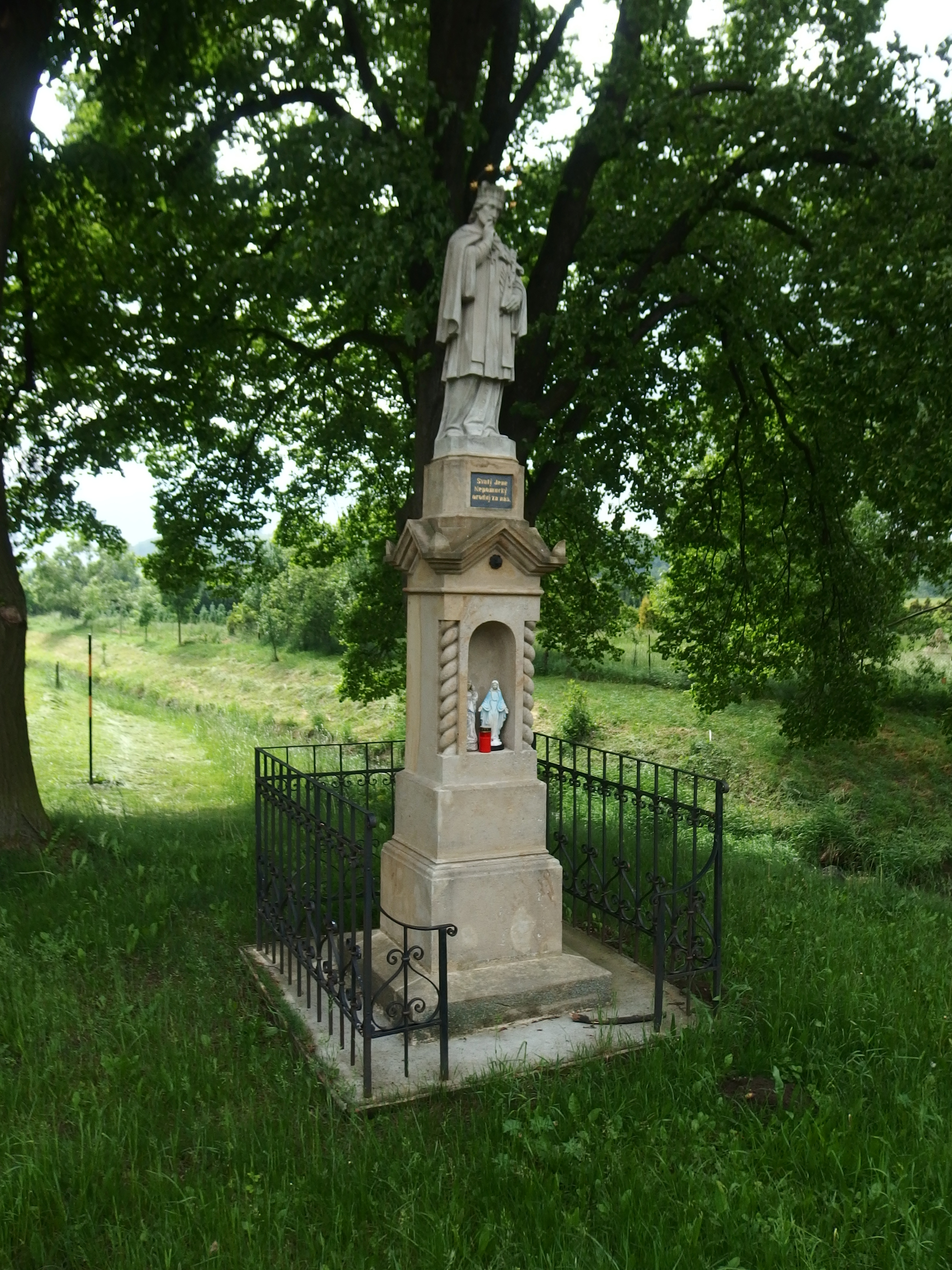
Johannes von Nepomuk
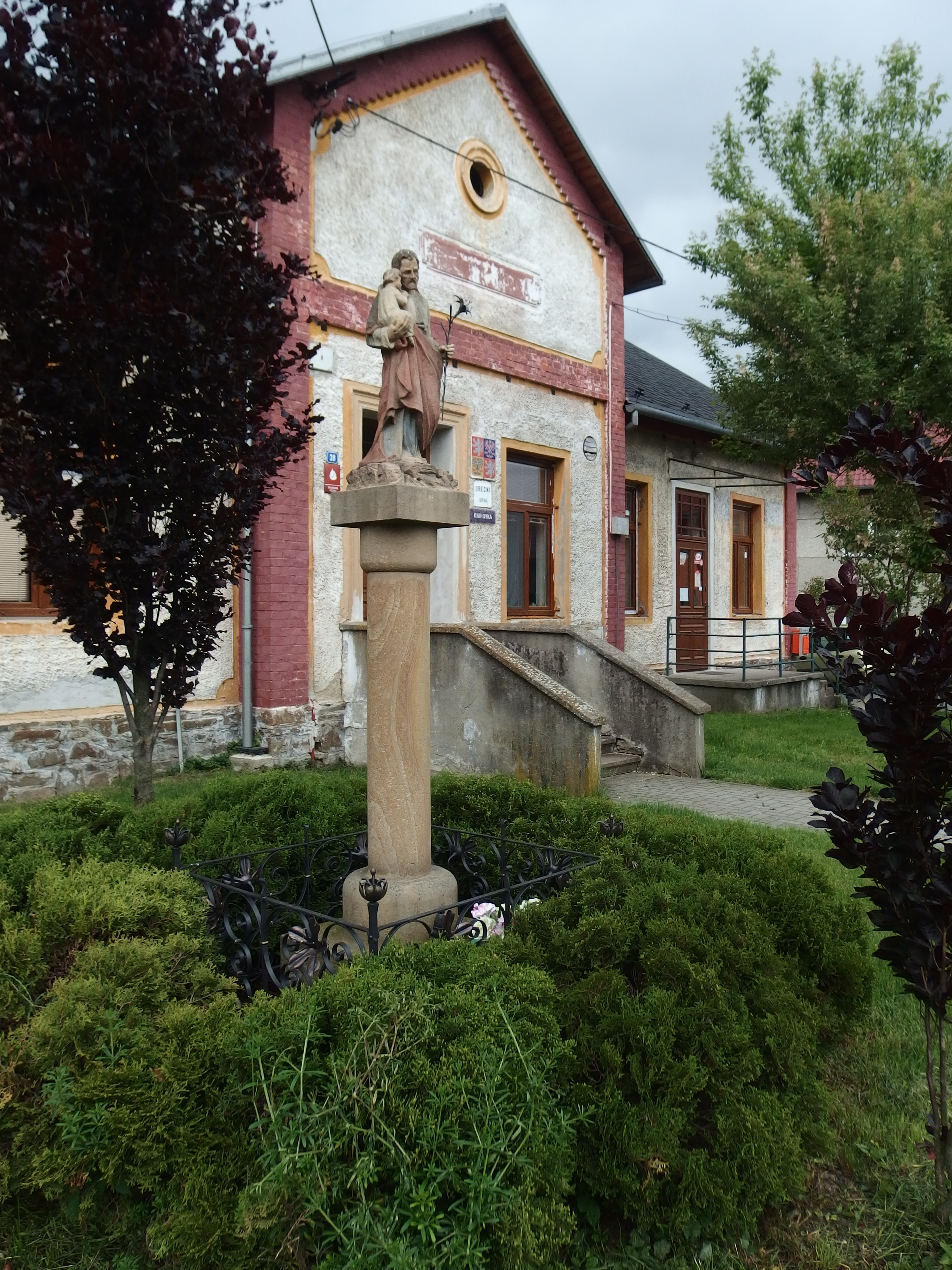
Statue des hl. Josef